# Ptilothrix concolor
Ptilothrix concolor är en biart som beskrevs av Roig-alsina 2007. Ptilothrix concolor ingår i släktet Ptilothrix och familjen långtungebin. Inga underarter finns listade i Catalogue of Life.